# Chelsea (Massachusetts)
Chelsea é uma cidade localizada no condado de Suffolk no estado estadounidense de Massachusetts. No Censo de 2010 tinha uma população de 35.177 habitantes e uma densidade populacional de 5.525,6 pessoas por km².

## Geografia
Chelsea encontra-se localizada nas coordenadas 42° 23′ 49″ N, 71° 01′ 53″ O. Segundo a Departamento do Censo dos Estados Unidos, Chelsea tem uma superfície total de 6.37 km², da qual 5.73 km² correspondem a terra firme e (10.01%) 0.64 km² é água.

## Demografia
Segundo o censo de 2010, tinha 35.177 pessoas residindo em Chelsea. A densidade populacional era de 5.525,6 hab./km². Dos 35.177 habitantes, Chelsea estava composto pelo 47.85% brancos, o 8.49% eram afroamericanos, o 1.05% eram amerindios, o 3.11% eram asiáticos, o 0.02% eram insulares do Pacífico, o 33.62% eram de outras raças e o 5.86% pertenciam a duas ou mais raças. Do total da população o 62.13% eram hispanos ou latinos de qualquer raça.

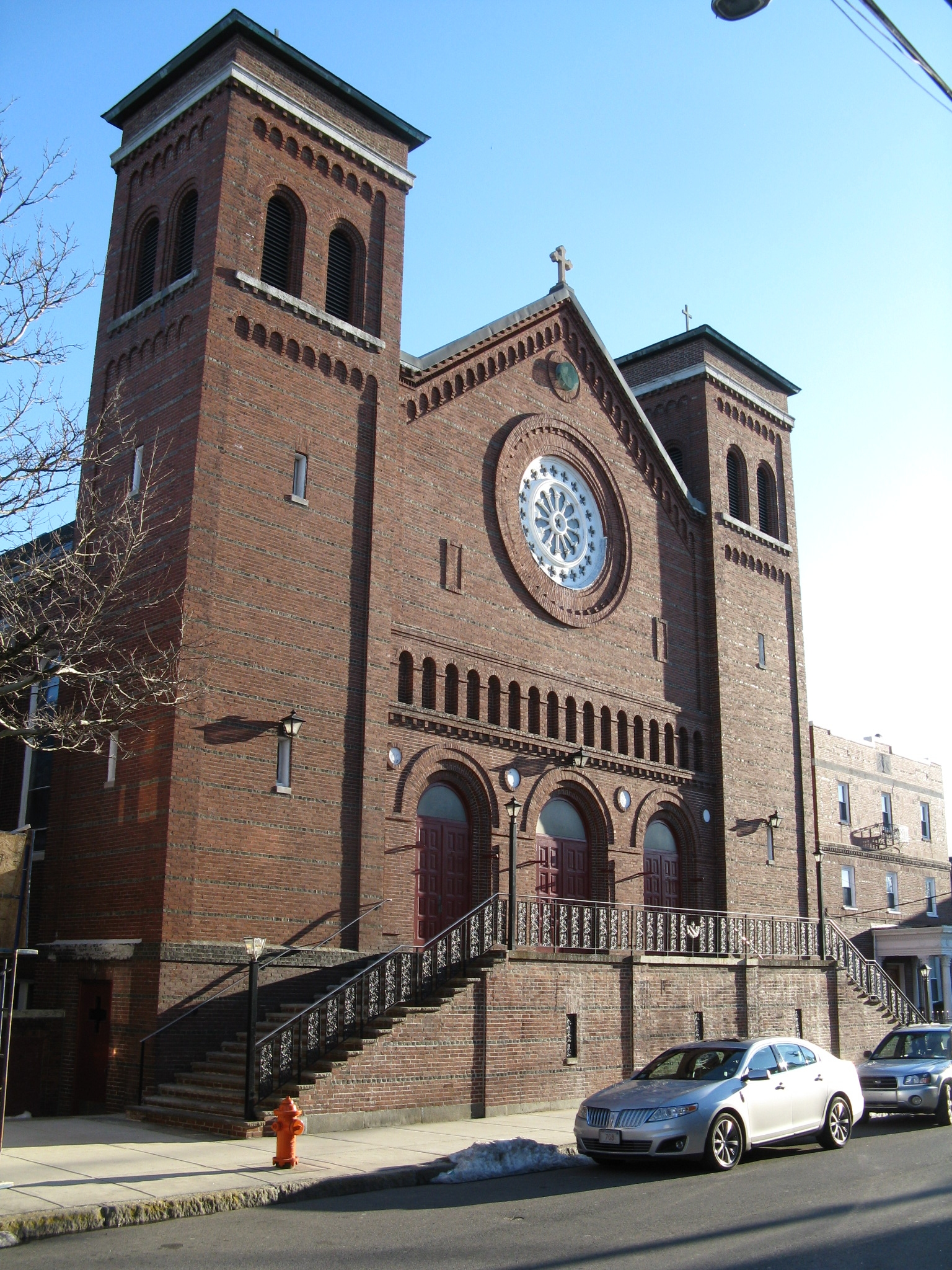

## Educação
As Escolas Públicas de Chelsea gere escolas públicas.